# Jan Bedijs Tom

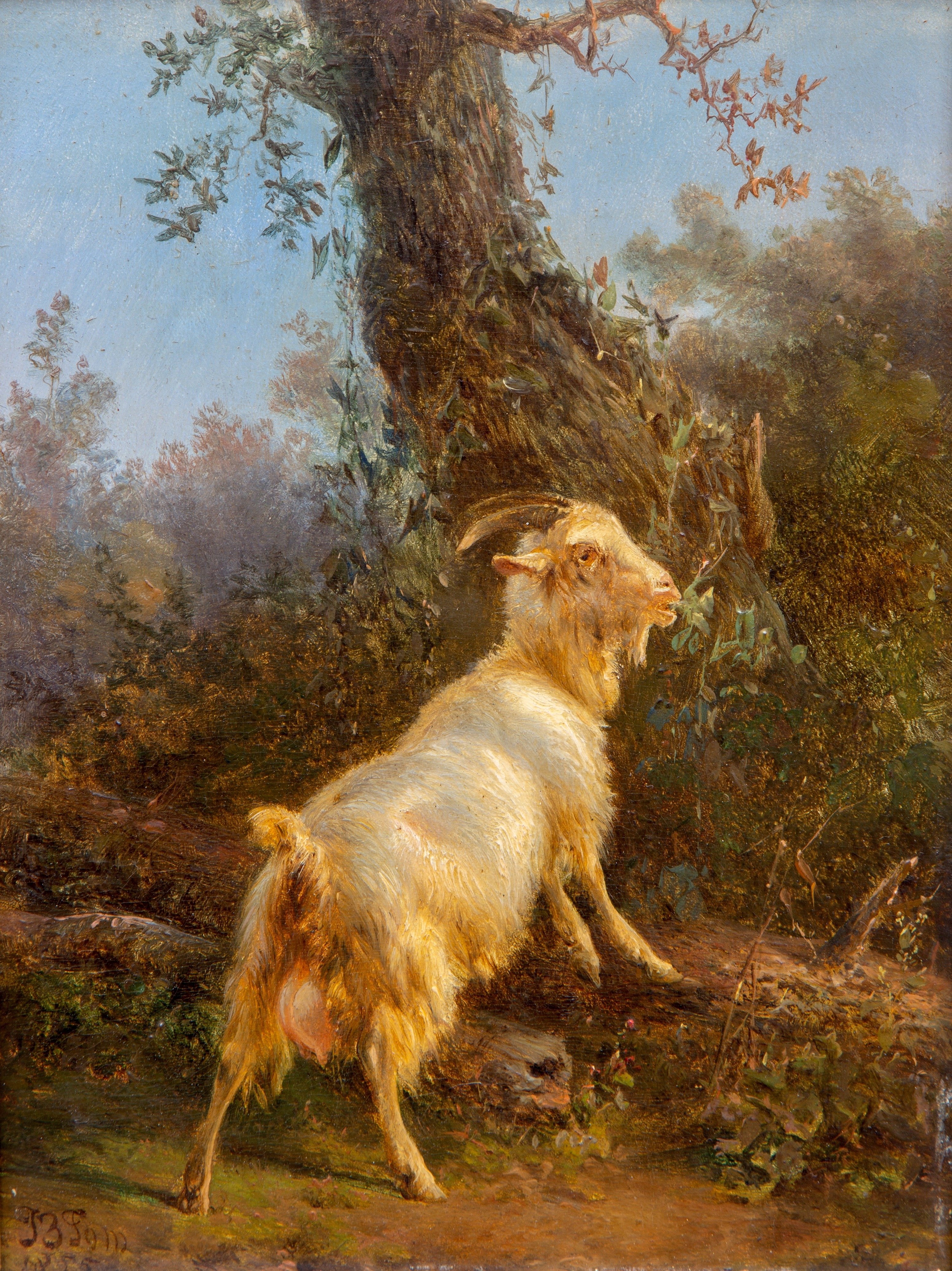
Ein alter Bock, der an einem frischen Blatt knabbert

Jan Bedijs Tom (* 4. März 1813 in Boskoop; † 18. Juli 1894 in Leiden) war ein niederländischer Landschafts- und Tiermaler sowie Radierer.
Er war Schüler von Andreas Schelfhout, erhielt auch Anweisungen von Pieter Gerardus van Os; wurde später Mitarbeiter von Jan Willem van Borselen.
Er lebte und arbeitete in Den Haag, vorübergehend von 1871 bis 1873 in Amsterdam. 1871 erhielt er die Amsterdamer Stadtmedaille für seine „Landschaft mit Vieh“.
Er unterrichtete Hendrikus Alexander van Ingen, Johan Daniël Koelman und Pieter Stortenbeker; beriet Elias Stark.
Er malte und zeichnete Landschaften mit Vieh; schuf auch Radierungen.
Seine rechte Hand wurde drei Jahre vor seinem Tod amputiert.
Von 1839 bis 1880 nahm er an Ausstellungen in Amsterdam und Den Haag usw. teil.